# Happy-R-Typ
Der Happy-R-Typ ist ein Schwergutschiffstyp der niederländischen Reederei BigLift Shipping.

## Beschreibung
Die aus drei Einheiten bestehende Serie wurde in den 1990er-Jahren auf niederländischen Werften für die damalige Reederei Mammoet Shipping gebaut.
Die Schiffe werden von einem Viertakt-Neunzylinder-Dieselmotor des Herstellers Wärtsilä (Typ: 9L46B) mit 8775 kW Leistung angetrieben. Der Motor wirkt über ein Getriebe auf einen Verstellpropeller. Die Schiffe sind mit einem Bugstrahlruder mit 850 kW Leistung ausgerüstet.
Das Deckshaus befindet sich sehr weit achtern. Vor dem Deckshaus befindet sich der Laderaum der Schiffe. Er ist 91,0 m lang und 17,7 m breit. Die nutzbare Höhe des Raums beträgt 11,70 m. Der Raum ist über 65,6 m Länge boxenförmig und verjüngt sich im vorderen und hinteren Bereich. Der Laderaum wird mit Faltlukendeckeln verschlossen. Die Schiffe können auch mit teilweise geöffnetem Laderaum betrieben werden und so auch im Raum besonders hohe Ladegüter transportieren.
Die Schiffe sind mit einem Zwischendeck ausgestattet. Das Zwischendeck besteht aus 15 Paneelen. Es ist 87,5 m lang und 17,6 m breit. Es kann auf 13 Positionen in Höhen zwischen 3,42 und 8,92 m eingehängt werden. Die Zwischendeckspaneele können auch als Schotten zur Unterteilung des Laderaums genutzt werden.
Die Kapazität des Laderaums beträgt 17.863 m³, bei Nutzung des Zwischendecks 16.338 m³. Auf der Tankdecke stehen 1.386 m², auf dem Zwischendeck 1.525 m² und auf den Lukendeckeln 2.450 m² zur Verfügung. Die Tankdecke kann mit 20 t/m², das Zwischendeck mit 3,5 t/m² und die Lukendeckel mit 4 t/m² belastet werden. Zur Erhöhung der Belastbarkeit von Zwischendeck und Lukendeckel können Stützen angebracht werden. Die Belastbarkeit des Zwischendecks erhöht sich dadurch auf 10,5 t/m² und die der Lukendeckel auf 12,5 t/m².
Die Schiffe sind mit zwei Huisman-Schwergutkranen ausgerüstet. Die Krane sind auf der Steuerbordseite der Schiffe installiert. Sie können jeweils 400 t bzw. kombiniert 800 t heben.
Die Schiffe sind für den Transport von Containern vorbereitet. Die Containerkapazität beträgt 1.039 TEU. 683 TEU finden an Deck, 356 TEU im Laderaum Platz. An Deck können fünf Lagen übereinander geladen werden.
Die Rümpfe der Schiffe sind eisverstärkt (Eisklasse 1A). Auf der Back befindet sich ein Wellenbrecher zum Schutz vor überkommendem Wasser. Auf dem Wellenbrecher ist ein geschlossener Ausguck aufgesetzt. Von hier kann bei starker Sichteinschränkung von der Brücke durch den Transport besonders hoher Ladungsgüter insbesondere bei Revierfahrten oder in stark befahrenen Seegebieten der Bereich vor dem Schiff beobachtet werden, um potentiell gefährliche Situationen zu vermeiden.

## Schiffe
| Happy-R-Typ                                                       | Happy-R-Typ                             | Happy-R-Typ | Happy-R-Typ | Happy-R-Typ                                      |
| Bauname                                                           | Bauwerft                                | Baunummer   | IMO-Nummer  | Kiellegung Stapellauf Ablieferung                |
| ----------------------------------------------------------------- | --------------------------------------- | ----------- | ----------- | ------------------------------------------------ |
| Happy River                                                       | Merwede Shipyard Hardinxveld-Giessendam | 671         | 9139294     | 6. Juni 1996 10. Januar 1997 1. Mai 1997         |
| Happy Rover                                                       | Merwede Shipyard Hardinxveld-Giessendam | 672         | 9139309     | 14. Januar 1997 31. Mai 1997 16. August 1997     |
| Happy Ranger                                                      | Koninklijke Schelde Groep Vlissingen    | 383         | 9139311     | 14. April 1997 1. November 1997 12. Februar 1998 |
| Daten: Lloyd’s Register / Stichting Maritiem-Historische Databank |                                         |             |             |                                                  |

Die Schiffe fahren unter der Flagge der Niederlande. Heimathafen ist Amsterdam.